# Associação de Igrejas Evangélicas Reformadas em Burkina Fasso
A Associação de Igrejas Evangélicas Reformadas em Burkina Fasso (AIERBF) - em francês Association des Églises évangéliques réformées du Burkina Faso - é uma denominação reformada no Burkina Fasso, formada em 1986, por igrejas fundadas pelo pastor Kinda Lazare.

## História
Em 1977, o pastor Kinda Lazare das Assembleias de Deus, conheceu a Fé Reformada e aderiu ao Calvinismo. Após estudar teologia no Instituto Teológico do Porto Novo (Benin), o pastor começou a plantar igrejas em Ouagadougou e outras cidade de Burkina Fasso.
Consequentemente, em 1986, estas igrejas se organizaram em uma denominação chamada Associação de Igrejas Evangélicas Reformadas em Burkina Fasso (AIERBF).

## Doutrina
A denominação subcreve o Credo dos Apóstolos, Catecismo de Heidelberg e Credo Niceno. Desde 1990 aceita a ordenação de mulheres.

## Relações Inter-eclesiásticas
A igreja é membro do Concílio Mundial das Igrejas desde 2004 da Comunhão Mundial das Igrejas Reformadas e da Conferência das Igrejas de Toda a África